# Луї Еме Жапі
Луї Еме Жапі (19 жовтня 1839, Берн (комуна Селонкур, Ду) — 8 січня 1916, бульвар Бертьє, 31, Париж) — французький художник із Барбізонської школи.
Його робота була нагороджена срібною медаллю на Всесвітній виставці 1889 року, потім — в 1900 році.
Луї Еме Жапі отримав відзнаку кавалера ордена Почесного легіону в 1906 році.